# Ofensiva de al-Dumayr
La Ofensiva de al-Dumayr fue una operación militar lanzada por el grupo terrorista Estado Islámico (también conocido como Daesh), en el este de Damasco, capital de Siria. El ataque cobró notoriedad a causa del secuestro por parte de Daesh de entre 250 y 300 empleados de una planta cementera.

## Desarrollo
El 4 de abril de 2016, el Estado Islámico atacó partes de la ciudad de Al-Dumayr, al noreste de Damasco, y tomó como rehenes a entre 250 y 300 trabajadores de una cementera. Se reportó que el grupo terrorista asesinó a 175 de ellos, mientras que 75 escaparon, aunque esto no pudo ser confirmado. Los empleados drusos fueron masacrados, mientras que los musulmanes que no pertenecieran a minorías fueron liberados.
El 6 de abril, Daesh lanzó un ataque contra la base aérea de Dumayr, enviando cinco coches bomba que mataron a 12 soldados. El ataque fue repelido por el ejército y la FDN. Se reportó que, debido al alto al fuego parcial, el bando leal al gobierno permitió que yihadistas de Jaysh al-Islam cruzaran desde Ghouta a Dumayr para combatir al Estado Islámico, que había ignorado completamente el alto al fuego. La fuerza aérea también bombardeó posiciones de los terroristas.
Para el 7 de abril, si bien se hicieron con cinco posiciones del gobierno, los terroristas de Daesh no lograron capturar una cantidad significativa de territorio. Se produjeron intensos combates en torno a la base aérea y la planta de energía, pero los terroristas no lograron penetrar en ninguno de los complejos. El 9 de abril, otro ataque del Estado Islámico fue repelido, tras lo cual se declaró que la base aérea estaba asegurada.
El 11 de abril, un avión de la Fuerza Aérea Siria fue derribado por el Estado Islámico cerca de la base, y al día siguiente esta fue atacada una vez más, siendo repelido el asalto.
El 14 de abril, el ejército lanzó un contraataque, recapturando varias colinas, y para el día 15 habían retomado el control de la base Khan Abu Shamat y la cementera Badia. El 16 de abril, las fuerzas leales se hicieron con el cuartel del 559.º Batallón, la fábrica Al-Sini y la estación Al-Safa, poniendo fin a la ofensiva de los terroristas.